# Spotted dick

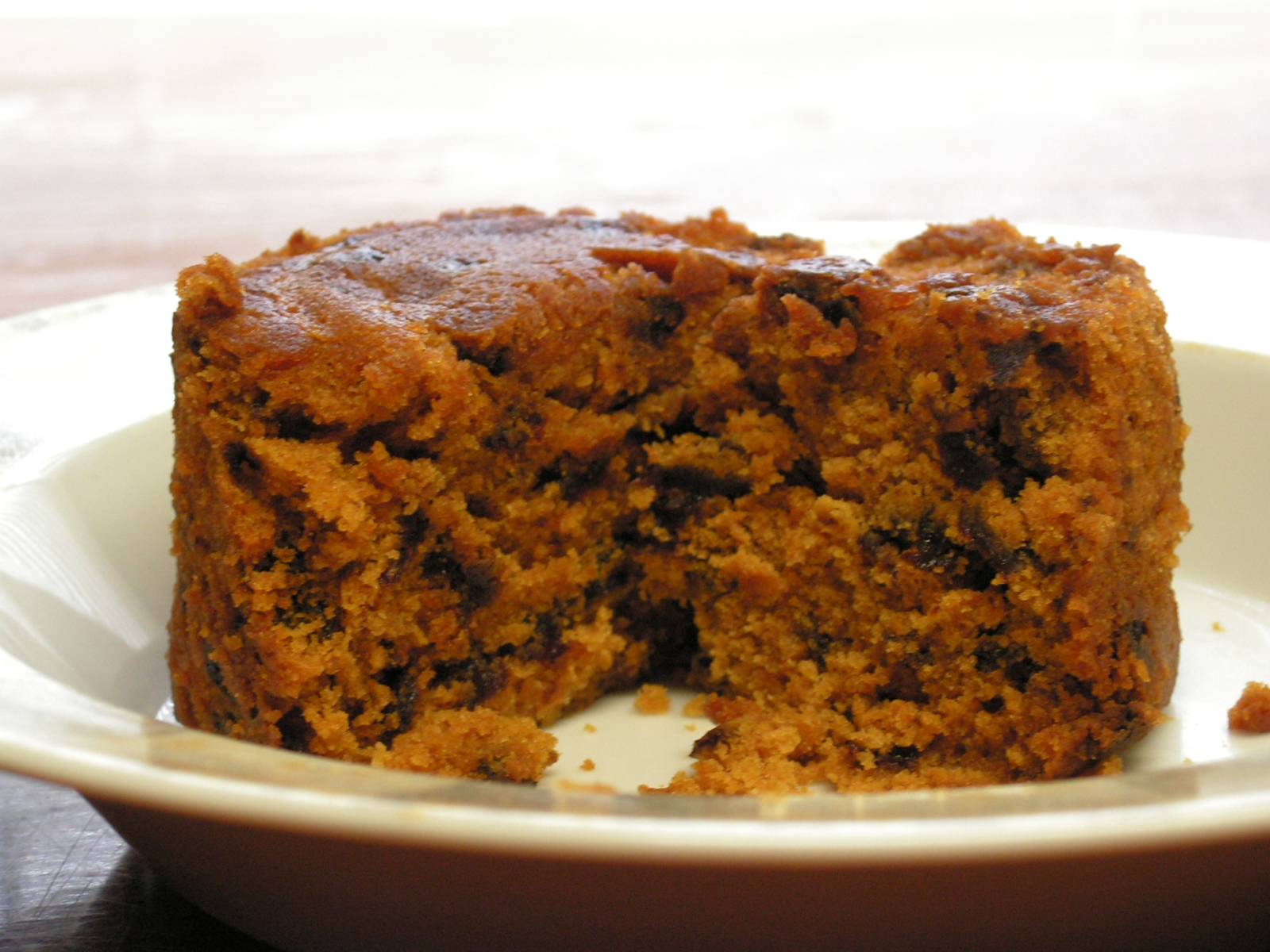
Un spotted dick.

Le spotted dick est un dessert anglais traditionnel. C'est un pudding fait de suif traditionnellement mélangé à du sirop de maïs ou de la mélasse, de la levure, de la farine etc., ces ingrédients étant mélangés jusqu'à obtenir une pâte lisse. C'est à cette pâte que l'on ajoute les raisins ou fruits secs qui ont donné le nom de spotted au pudding, soit « tacheté » en français.
Le pudding est soit bouilli soit cuit à l'étouffée puis accompagné de costarde. Ce produit se trouve couramment, sous diverses présentations, sur les étagères des épiceries britanniques.

## Origine

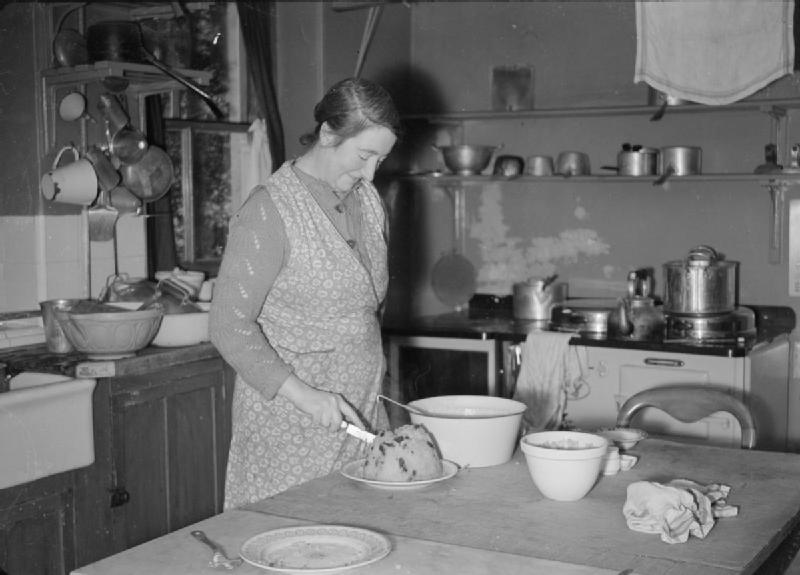
Photo d'archive d'une réfugiée anglaise de la Seconde Guerre mondiale coupant un spotted dick (1941).

On retrouve la mention de ce dessert dans un livre de recettes de 1849 par Alexis Soyer, The Modern Housewife or Ménagère,.
Contrairement à plusieurs desserts et plats typiques anglais des XVIIIe et XIXe siècles, dont les noms sont des allusions amusantes ou la corruption d'un mot étranger, il semble que l'étymologie du spotted dick pointe à une origine sérieuse bien qu'obscure. La première partie du nom, spotted, fait sans doute référence aux fruits secs du dessert qui lui donnent un aspect piqué de points noirs. Dick est, au XXIe siècle, l'argot pour le sexe masculin et a été au XIXe siècle l'abréviation ou le diminutif pour dictionnaire, policier, un tablier ou encore une cravache. Toutefois ces raccourcis de langages ne sont apparus que vers la fin du XIXe siècle et dick utilisé comme diminutif pour pudding pourrait prendre ses origines au début du XIXe siècle, à l'époque où un type de fromage du Suffolk était habituellement nommé Dick, le mot a progressivement perdu sa majuscule pour devenir un nom commun couvrant les fromages et puddings de la région. Ainsi. le treacle sponge pudding (en) fait à partir de mélasse raffinée (en) était appelé treacle dick.
Le spotted dick est aussi appelé paradoxalement plum duff. Duff est synonyme de pudding et prend ses origines au nord de l'Angleterre comme prononciation dialectale de dough. Comme le plum pudding, le plum duff a gardé son nom malgré la disparition de l'ingrédient— les prunes — qui lui avaient donné son nom.